# Sengenthal
Sengenthal je obec v německé spolkové zemi Bavorsko, v zemském okrese Neumarkt in der Oberpfalz ve vládním obvodu Horní Falc.
Žije zde přibližně 4 100 obyvatel.

## Poloha
Sousední obce jsou: Berngau, Deining, Freystadt, Mühlhausen a Neumarkt in der Oberpfalz.